# Donda
Donda je desáté studiové album amerického rappera a hudebního producenta Kanyeho Westa. Album bylo nahráno u vydavatelství GOOD Music a Def Jam Recordings a vydáno 29. srpna 2021. Název alba je poctou Westově matce Dr. Dondě Westové.
Původně mělo album vyjít 24. července 2020, ale následně bylo několikrát odloženo. Nových termínů vydání se dočkalo v červenci a srpnu 2021, kdy West pořádal také dvě veřejné přehrávky alba v Mercedes-Benz Stadium v Atlantě a jednu na stadionu Soldier Field v Chicagu. Po poslední zmíněné došlo dne 29. srpna k vydání alba.

## Pozadí
V květnu 2020 se objevily zprávy, že West chystá desáté studiové album, které mělo nést název God's Country. Na konci června byl vydán první singl „Wash Us in the Blood“ (ft. Travis Scott) (49. příčka) a spolu s ním ihned i videoklip, který režíroval umělec Arthur Jafa. V polovině července West na Twitteru oznámil, že album ponese název DONDA, zveřejnil seznam písní a červencové datum vydání. Tweet ovšem brzy poté smazal. Podle původně zveřejněného seznamu písní album mohlo obsahovat několik písní zamýšlených pro jeho dřívější nevydaný projekt Yandhi. V říjnu 2020 zveřejnil druhý singl „Nah Nah Nah.“, ke kterému později vydal i remix, na němž hostovali rappeři DaBaby a 2 Chainz. Singl ale v hitparádách neuspěl.
Dne 22. července 2021 proběhla premiérová veřejná přehrávka alba DONDA, která se uskutečnila ve vyprodaném Mercedes-Benz Stadium v Atlantě a která byla živě přenášena přes službu Apple Music. Služba během streamingu zaznamenala rekordní sledovanost, kdy se počet sledujících vyšplhal na 3,3 milionu. Následujícího dne firma Beats Electronics zveřejnila reklamu, ve které se objevila Westova nová píseň „No Child Left Behind“. Album mělo vyjít 23. července, ale nakonec bylo vydání odloženo, přičemž podle zpráv West zůstal v Mercedes-Benz Stadium, kde si vybudoval improvizované studio, aby v něm album dokončil. Dne 5. srpna 2021 se v Mercedes-Benz Stadium konala druhá přehrávka do jisté míry přepracovaného alba, která byla opět živě přenášena službou Apple Music. Přenosem West překonal svůj vlastní rekord z konce července, když se sledovanost vyhoupla na 5,4 milionu diváků. Třetí verzi alba představil 26. srpna na veřejné přehrávce na stadionu Soldier Field v Chicagu, kde si nechal postavit repliku domu, ve kterém vyrůstal. Přehrávky se s ním účastnili například zpěvák Marilyn Manson a rapper DaBaby. A v závěru vystoupila i Kim Kardashian oblečená do svatebních šatů. Album vyšlo 29. srpna 2021.
West několik hodin po vydání alba na Instagramu uvedl, že vydavatelství Universal desku uvolnilo na streamovací služby bez jeho souhlasu.

## Po vydání
Album zaznamenalo historicky druhý nejlepší start na platformě Spotify. Během prvních dvacetičtyř hodin globálně vygenerovalo téměř 100 milionů streamů. Lépe odstartovalo pouze album Scorpion zpěváka a rappera Drakea. Ve stejné době byla v USA píseň „Jail“ (ft. Jay-Z a Francis and the Lights) nejposlouchanější písní Spotify (za první den měla 4,27 milionu poslechů, což byl v té době nejlepší debut písně v roce 2021). Platforma Chart Data rovněž uvedla, že Westovo album zlomilo rekord pro nejvíce mezinárodních debutů na nejvyšší příčce žebříčků Apple Music. Donda debutovala na 1. příčce ve 130 zemích světa. Na Apple Music také zlomil rekord roku v nejvíce streamech během prvního dne od vydání (60 milionů).
Album debutovalo na první příčce žebříčku Billboard 200 s 309 000 prodanými kusy (po započítání 357 milionů streamů) za první týden od vydání v USA. Tímto výkonem West překonal dosavadní rekord roku 2021 v nejlepším debutu alba. Prvenství mu vydrželo ovšem jen týden, než ho překonal Drake se svým albem Certified Lover Boy. Šlo o deváté po sobě jdoucí album Westa, které dosáhlo vrcholu tohoto žebříčku. Současně bylo již jeho desátým, které se umístilo na první příčce, čehož v té době dosáhlo v hudební historii spolu s Westem jen sedm umělců.
Po vydání se v americkém žebříčku Billboard Hot 100 umístilo 23 písní z alba. Nejlépe se umístil singl „Hurricane“ (6. příčka) a dále písně: „Jail“ (10. příčka), „Off the Grid“ (11. příčka), „Ok Ok“ (12. příčka), „Junya“ (16. příčka), „Moon“ (17. příčka) a „Praise God“ (20. příčka).

## Ohlasy kritiků
Na internetovém agregátoru recenzí Metacritic obdrželo hodnocení 53 bodů ze 100. Bylo tedy stejně průměrně hodnocené, jako jeho předchozí album Jesus is King. Kritici na jednu stranu oceňovali, že jde o ucelené a propracované ambiciózní dílo, přičemž ovšem kritizovali délku desky a zařazení remixů písní. The Independent album zavrhlo kvůli přítomnosti kontroverzních umělců DaBabyho (který v této době sklízel kritiku za své homofobní prohlášení) a Marilyna Mansona (obviněného z násilí na ženách). Album v jejich kritice dostalo nula hvězd z pěti.
Hudební publicista Karel Veselý ve své recenzi pro server Aktuálně.cz uvedl: „Donda je album o ztrátě, smíření a nových začátcích, pokus vyrovnat se s protiklady života, které nahlédneme až v dospělosti. Westovo nejlepší za posledních osm let. Přes převládající introspektivní a spirituální témata je to nicméně také deska typicky megalomanská, jakých má raper v diskografii už celou řadu. Znovu ohýbá žánry, divoce míchá rock, hip hop i gospel a překvapuje neslyšenými postupy.“ A dále k Westově spiritualitě dodává: „Donda představuje dosavadní vrchol tohoto náboženského období - spojení současného rapu a gospelu tady snad poprvé působí přirozeně. Intimita a patos jsou vyvážené, písně introspektivní i intenzivní a nepůsobí nedodělaně.“

## Seznam skladeb
| Pořadí         | Název                | Hudba                                                                      | Text | Délka  |
| -------------- | -------------------- | -------------------------------------------------------------------------- | --- | ------ |
| 1.             | Donda Chant          | Kanye West                                                                 | Kanye West, Syleena Johnson | 0:52   |
| 2.             | Jail                 | West, 88-Keys, Mike Dean, Ojivolta, Dem Jointz, Sean Solymar               | West, Shawn Carter, Brian Warnerm, Charles Njapa, Michael Dean, Mark Williams, Raul Cubina, Dwayne Abernathy, Sean Solymar                                               | 4:57   |
| 3.             | God Breathed         | West, E.Vax, Ojivota, Arrow Sunday, AllDay                                 | West, Evan Mast, M. Williams, Cubina, Aaron Butts, Brian Miller | 5:33   |
| 4.             | Off the Grid         | West, 30 Roc, Ojivolta, AyoAA, David x Eli, Sloane                         | West, Jordan Carter, Maxie Ryles III, Samuel Gloade, M. Williams, Cubina, Aswad Asif David Ruoff, Elias Klughammer, Eric Sloan Jr.                                       | 5:39   |
| 5.             | Hurricane            | West, BoogzDaBeast, Dean, DJ Khalil, Ronny J, Ojivolta, Nascent            | West, Dominique Jones, Abel Tesfaye, Mark Mbogo, Josh Mease, Daniel Seeff, Sam Barsh, Jahmal Gwin, M. Dean, Khalil Abdul-Rahman, Ronald Spence, Jr., M. Williams, Cubina | 4:03   |
| 6.             | Praise God           | West, 30 Roc, Ojivolta, Dean, Zentachi, Sloane                             | West, Hykeem Carter, Jacques Webster, Gloade, M. Williams, Cubina, M. Dean, Aqeel Tate, Sloan                                                                            | 3:46   |
| 7.             | Jonah                | West, DrtWrk, TT Audi, Dean                                                | West, Durk Banks, Tavoris Hollins, Michael Suski, Tahrence Brown, M. Dean                                                                                                | 3:15   |
| 8.             | Ok Ok                | West, Boi-1da, Louis Bell                                                  | West, Miles McCollum, Denzel Charles, Ryles, Matthew Samuels, Louis Bell                                                                                                 | 3:24   |
| 9.             | Junya                | West, Digital Nas, Ojivolta, Roark Bailey                                  | West, J. Carter, Nasir Pemberton, M. Williams, Cubina, Kendall Bailey | 2:27   |
| 10.            | Believe What I Say   | West, Dem Jointz, FnZ, Ojivolta, BoogzDaBeast                              | West, Mark Myrie, Abernathy, Michael Mulé, Isaac De Boni, M. Williams, Cubina, Gwin                                                                                      | 4:02   |
| 11.            | 24                   | West, AllDay, Ojivolta, Warryn Campbell, Cory Henry                        | West, Mbogo, Miller, M. Williams, Cubina, Warryn Campbell, Cory Henry | 3:17   |
| 12.            | Remote Control       | West, Digital Nas, Cubeatz, Ojivolta, 88-Keys, Dean                        | West, Jeffery Williams, Pemberton, Kevin Gomringer, Tim Gomringer, M. Williams, Cubina, Njapa, M. Dean                                                                   | 3:18   |
| 13.            | Moon                 | West, E.Vax, BoogzDaBeast, DJ Khalil                                       | West, Caleb Toliver, Scott Mescudi, Mast, Gwin, Abdul-Rahman | 2:36   |
| 14.            | Heaven and Hell      | West, 88-Keys, BoogzDaBeast, Ojivolta, Wallis Lane                         | West, Njapa, Gwin, Cubina, M. Williams, Paimon Jahanbin, Nima Jahanbin                                                                                                   | 2:25   |
| 15.            | Donda                | West, BoogzDaBeast, FnZ, Ojivolta                                          | West, Gwin, Mulé, De Boni, M. Williams, Cubina | 2:08   |
| 16.            | Keep My Spirit Alive | West, BoogzDaBeast, FnZ, Ojivolta                                          | West, Gwin, Mulé, De Boni, M. Williams, Cubina | 3:41   |
| 17.            | Jesus Lord           | West, Swizz Beatz, Gesaffelstein, Dean                                     | West, Elpadaro Allah, Larry Hoover, Jr., Kasseem Dean, Mike Lévy, M. Dean                                                                                                | 8:58   |
| 18.            | New Again            | West, BoogzDaBeast, Dem Jointz, Ojivolta, Wallis Lane, Mia Wallis, 88-Keys | West, Christopher Brown, Gwin, Abernathy, M. Williams, Cubina, P. Jahanbin, N. Jahanbin, Laraya Robinson, Njapa                                                          | 3:03   |
| 19.            | Tell the Vision      | West, BoogzDaBeast, FnZ, Ojivolta                                          | West, Bashar Jackson, Gwin, Mulé, De Boni, M. Williams, Cubina | 1:44   |
| 20.            | Lord I Need You      | West, BoogzDaBeast, Wheezy, FnZ, Ojivolta                                  | West, Gwin, Wesley Glass, Mulé, De Boni, M. Williams, Cubina, Carlos Phillips                                                                                            | 2:42   |
| 21.            | Pure Souls           | West, BoogzDaBeast, Ojivolta, Dean, Sucuki, Shuko, Bastian Völkel, Fya Man | West, Rodrick Moore, Gwin, M. Williams, Cubina, M. Dean, Tim Friedrich, Christoph Bauss, Bastian Völkel, Orlando Wilder                                                  | 5:58   |
| 22.            | Come to Life         | West, Bhasker, Ojivolta, Campbell, Dean                                    | West, Jeff Bhasker, Campbell, Cubina, M. Williams | 5:10   |
| 23.            | No Child Left Behind | West, BoogzDaBeast, Gesaffelstein,´Cashmere Brown                          | West, Hollins, Gwin, Lévy, Jahshua Brown | 2:58   |
| 24.            | Jail pt 2            | West, 88-Keys, Dean, Ojivolta, Dem Jointz, Solymar                         | West, Jonathan Kirk, Warner, Njaba, M. Dean, M. Williams, Cubina, Abernathy, Solymar                                                                                     | 4:57   |
| 25.            | Ok Ok pt 2           | West, Boi-1da, Louis Bell                                                  | West, Charles, Chinsea Lee, Ryles, Samuels, Bell | 3:24   |
| 26.            | Junya pt 2           | West, Digital Nas, Ojivolta, Bailey                                        | West, J. Carter, Tyrone Griffin, Pemberton, M. Williams, Cubina, Bailey                                                                                                  | 3:02   |
| 27.            | Jesus Lord pt 2      | West, Swizz Beatz, Gesaffelstein, Dean                                     | West, Allah, Jason Phillips, David Styles, Sean Jacobs, Hoover, K. Dean, Lévy, M. Dean                                                                                   | 11:30  |
| Celková délka: | Celková délka:       | Celková délka:                                                             | Celková délka: | 108:49 |